# وادي الحوارث
وادي الحوارث هي قرية فلسطينية في قضاء طولكرم تقع على بعد 16.5 كم من شمال غرب المدينة، دمرت وطرد أهلها في حرب عام 1948.

## سبب التسمية
ينسب اسم وادي الحوارث إلى قبيلة الحارثية التي نزلت فيه أواخر القرن السابع عشر الميلادي وأقامت في الضفة الجنوبية لنهر اسكندرونة.

## تضاريس القرية
غطّت الكثبان الرملية جزءها الشمالي الغربي، وقد امتدت اراضيها على شاطئ البحر الأبيض المتوسط بمسافة تصل حوالي ثلاثة كيلومترات نحو الداخل، وشكلت نقطة التقاء بوادي المويلح مع وادي الحوارث الذي يخترق أراضي القرية في الطرف الشرقي. غطت جزء من أراضي القرية مجموعة من المستنقعات (البصات) منها «بصة الشيخ محمد» في القسم الغربي، و«بصة الشيخ حسن» في القسم الجنوبي الشرقي و«بصة الشيخ صالح» في القسم الشرقي، وكان قسما القرية الشمالي والجنوبي يتوسطان السهل من الجانب الغربي على الطريق الساحلي.

## مساحة القرية
بلغت مساحة قرية وادي الحوارث نحو 30000  دونم تقريبا، ولكنها كانت بالمجمل ملكا لأسرة أنطوان بشارة التيّان الذي كان يقيم في يافا.

## الاستيلاء على أراضي القرية
يشير العديد من المؤرخين إلى أن أنطوان بشارة التيّان كان قد رهن الأرض أيام العثمانيين لمواطن فرنسي يدعى هنري استراغان. وعندما قرر ورثته التيّان الثلاثة عشر أن يبيعوا الأرض ليفوا دين والدهم لاستراغان، اتفق ممثل الصندوق القومي اليهودي معهم في نوفمبر 1928 على شراء الأرض في مزاد علني، عقد في 20 أبريل 1929، وكان ثمن الأرض في المزاد 41000 جنيه فلسطيني، إلا أن الصندوق القومي اليهودي دفع للورثة ما يقارب 136000 جنيه (ثلاثة أضعاف ثمنه). في 6 سبتمبر 1930، أمرت المحكمة مستأجري وادي الحوارث ان يغادروا الأرض، إلا أنهم رفضوا وقاوموا بطرق عدة، حيث لجأوا إلى المحاكم مرارا، لكن استئنافهم لم يقبل واستنفدت الوسائل القانونية فأصدرت المحكمة العليا حكمها لصالح الصندوق القومي اليهودي ضد المستأجرين في ديسمبر 1932.
حاول المستأجرون منع اليهود من إقامة مستعمرة على الأرض التي اشتروها حديثا، لكن بحلول سنة 1931 كان اليهود قد غرسوا فيها 43000 شجرة، وحاول المستأجرون الاستعانة بسلطات الانتداب البريطاني التي قدمت لهم عروضا عدة لتوطينهم في أجزاء أخرى من فلسطين، إلا أنهم رفضوا ولجأوا بصورة مؤقتة إلى بعض القرى الأخرى التي تطوعت لاستضافتهم وعملوا مع الحركة الوطنية.
وعلى الرغم من كل محاولاتهم الحفاظ على الأرض إلا انه وفي يونيو 1933 تم طرد السكان الذين كانوا في المنطقة التي غرسها الصندوق القومي اليهودي شجرا والتي عرفت كمنطقة متنازع عليها.
في عام 1945 بلغ مجموع سكان القرية 1330 نسمة.
بعد طردهم قدم لهم الصندوق القومي اليهودي تعويضا عمّا زرعوه من بطيخ وذرة. ويقول المؤرخ الإسرائيلي بيني موريس، أن سكان وادي الحوراث واجهوا حربا نفسية كان الهدف منها حمل السكان على الرحيل، فضلا عن هجوم شنه عناصر عصابة «الهاغاناه»، فتضافرت آثار الحرب النفسية والعسكرية على دفع السكان إلى الرحيل في 15مارس 1948.
في أواخر شهرابريل وأوائل شهر مايو، عملت عصابات الهاغاناه بمؤازرة سكان المستعمرات القائمة في الجوار على تدمير منازل هذه القرية وجارتها بحيث باتت العودة إليها مستحيلة تماما.

## القرية اليوم
على الأراضي التابعة لوادي الحوارث أنشئت عدة مستعمرات، في العام 1933 أنشأت مستعمرتي مخمورت وكفار فيتكن وكيبوتس معفروت وعام 1934 أنشأت مستعمرة «كفار هروئي» وفي العام 1947 بنيت مستعمرة غيئولي تيمان، وقد أطلقت سلطات الاحتلال على منطقة وادي الحوارث اسم عيمق حيفرـ وادي الحفرة، وسهل شمرون.
بقيت عائلة واحدة هي عائلة أبو عيسى الحاجبي في وادي الحوارث الشمالي بعد سنة 1948، حيث يملك أفرادها عشرة منازل هناك اليوم، فيما تم تسليم أربعة منازل من موقع وادي الحوارث الجنوبي تقيم في إحداها أسرة إسرائيلية. ويعتبر هذا القسم من سهل فلسطين الساحلي من أخصب بقاع البلاد، ترويه عدة نهيرات والكثير من الآبار التي تسقي بساتين البرتقال التي غرست فيه، وفي شباط (فبراير) 2000 هدم متطرفون يهود مسجد القرية.